# Monique Schneider
Pour les articles homonymes, voir Schneider.
Monique , née le 4 février 1935, est une psychanalyste et philosophe française, enseignante de formation.

## Parcours universitaire
Née en 1935, elle obtient l'agrégation de philosophie (1958), puis soutient une thèse de philosophie intitulée La réflexion émotionnelle, dirigée par Paul Ricœur, à l'université de Nanterre en 1981. Elle est professeure de philosophie au lycée à Grenoble, puis fait une carrière universitaire, en philosophie et psychologie à l'université de Grenoble. Elle a ensuite enseigné la psychanalyse à l'université Paris VII. Elle est directrice de recherche émérite au CNRS.

## Recherches et activités éditoriales
Au fil de ses ouvrages, Monique Schneider opère une relecture critique de Freud, notamment sur la question du partage sexué. Elle met en évidence dans l’œuvre de Freud une involution qu'elle déplore :  Freud a d'abord développé un point de vue « cryptoféministe », notamment en se  prononçant contre la répression dont la sexualité féminine faisait l'objet et en reconnaissant que la maternité puisse être, en tant que privative de liberté, un fardeau, puis il a développé une logique patriarcale que ses héritiers n'ont fait, pour la plupart, que rigidifier.

Les méfaits de cette sorte de protestation paternalo-phallique sont aujourd'hui dénoncés par Monique Schneider, Michel Tort ou Bracha L. Ettinger.
Lectrice de Freud, elle s'intéresse à la question du féminin dans l'oeuvre de celui-ci, s'efforçant de montrer que Freud, après avoir élevé le féminin au statut de paradigme de l'appareil psychique, lui-même conçu comme appareil capable d'accueillir l'étrangeté, dans Moïse et le monothéisme, n'en attribue pas moins l'intellectualité, la spiritualité au père, réservant le sensible à la mère, dans une répétition du partage sexué patriarcal.
Elle développe quant à elle, la notion de « matriciel ».
Le « féminin », dans la lecture de Monique Schneider, également lectrice de Levinas, est ainsi la « métaphore de l'inconscient comme lieu de l'autre », de l'étrangeté de l'autre en lien avec une éthique de l'hospitalité universelle. Elle travaille la notion de phorique dans Généalogie du masculin, terme sous lequel elle désigne le matriciel mis en œuvre dès lors que l'on porte psychiquement et/ou physiquement l'autre. Le féminin pour elle ne renvoie donc pas à une catégorie sexuée.

## Publications (sélection)
- De l'exorcisme à la psychanalyse : le féminin expurgé, Retz, 1979.
- La parole et l'inceste, Aubier Montaigne, 1980
- Sigmund Freud et le plaisir, Denoël, 1980
- Père ne vois-tu pas…? : le père, le maître, le spectre dans l'interprétation des rêves, Denoël, 1985
- Le trauma et la filiation paradoxale : de Sigmund Freud à Sándor Ferenczi, Ramsay, 1985
- La part de l'ombre : approche d'un trauma féminin, Aubier, 1992
- Don Juan et le procès de la séduction, Aubier, 1994
- Le paradigme féminin, Éd. Flammarion-Champs, 2006  (ISBN 2080801570)
- Généalogie du masculin, Éd. Flammarion-Champs, 2006  (ISBN 2080801538)
- La cause amoureuse : Freud, Spinoza, Racine, Le Seuil, 2006  (ISBN 2020964929)
- La détresse : aux sources de l'éthique, Le Seuil, 2011